# Vodní turistika

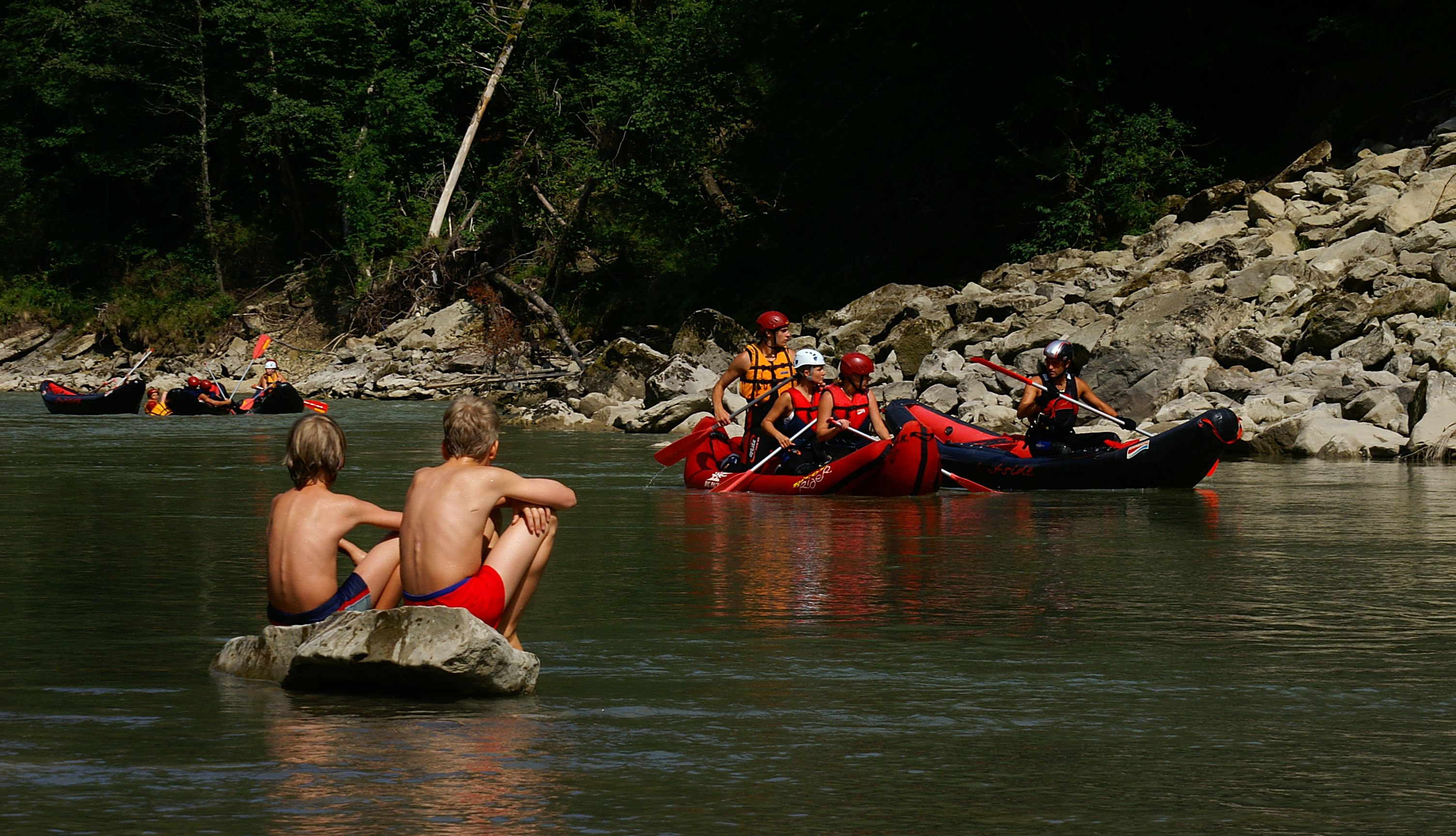
Vodáci

Vodní turistika nebo krátce vodáctví je jedna z forem turistiky, která jako dopravní prostředek využívá různé druhy plavidel, jako jsou rafty, pramice nebo kánoe. Nejvíce je rozšířena na říčních tocích, kdy vodní turisté, tzv. vodáci, plují po proudu řeky (tzv. splouvání) a přesunují se tak mezi jednotlivými tábořišti. Vodáctví je aktivita na pomezí letní rekreace a adrenalinového sportu – záleží na charakteru splouvaného toku i na použitém plavidle.
Převážně v průběhu letních prázdnin se pod dohledem zkušených vedoucích realizují dětské vodácké tábory. Kromě vodáckého výcviku dětí bývá na nich kladen důraz na poznávání přírody, získávání tábornických dovedností a hry v přírodě.

## Historie
K rozvoji vodní turistiky začalo docházet ve druhé polovině 19. století. Roku 1866 byl založen v Evropě první kanoistický klub. 

## Vodní turistika v Česku

### Historie
V Čechách se první kánoe objevila v roce 1875, kdy ji roudnický lékárník Ferdinand Zinke koupil od anglických obchodníků se závodními koňmi. Další kánoe se na území dnešního Česka objevily až roku 1910, z Kanady je nechal přivézt velký propagátor sportu Josef Rössler Ořovský, který je známý hlavně díky prvnímu páru lyží, které přivezl do Čech. Obliba těchto lodí rychle stoupala a tak již 29. listopadu 1913 byl založen Svaz kánoistů království českého, později Český svaz kanoistů.
Po vzniku Československa se vodní turistika začala rozvíjet velmi rychle. Zakládala se vodácká tábořiště, byly pořádány první vodácké závody spíše maratónského typu, např. známé České Budějovice – Praha. Roku 1933 se v Praze konalo mistrovství Evropy, kdy se do Prahy sjelo 58 závodníků z 10 zemí. Úspěch tohoto mistrovství pomohl i zařazení kanoistiky na program olympijských her již v roce 1936. O propagaci vodáctví v Čechách se také silně zasloužilo skautské hnutí. Velký vliv na rozvoj zvláště dětské vodní turistiky mělo uzpůsobení rybářské pramice, která se začala používat po první světové válce. Turistické oddíly si ji upravily, příď se pokryla krytem s vlnolamem a zároveň se zvýšily i boky na zádi. K ovládání pramice se nepoužívalo vesel, ale pádla. Vzniklo tak originální, v té době nejlevnější a při tom velmi pevné a bezpečné plavidlo až pro 8 dětí a jednoho kormidelníka.
Boom vodáctví šel ruku v ruce s trampingem. Trampové měli vždy k přírodě nejblíže a jejich osady často ležely přímo na vodních tocích. Proto není divu, že trampové v kánoích doslova procestovali republiku. Kanoistika, nejen závodní, ale i rekreační, se utěšeně rozvíjela dál. 
Po druhé světové válce se velkou ranou pro vodáctví stalo budování vltavské kaskády, v níž postupně zaniklo 150 km atraktivního sjízdného úseku Vltavy (od Hluboké po Vrané). Další oblíbené vodácké toky stavbou přehrad tolik postiženy nebyly, na různých místech ale byly stavěny také vodácky nesjízdné a nebezpečné jezy a stupně, v jejichž vzdutí zmizelo mnoho peřejnatých úseků a které také znepříjemňovaly plavbu.
Za dob normalizace nastoupila nová vlna útěků do přírody, a tedy i na řeky. Zakládaly se nové vodácké oddíly, obnovily se vodácké kluby již téměř zapomenuté. Otevřené laminátové deblkanoe (= dvoumístné) typu Vertex a Vydra zaplnily zejména Lužnici, Sázavu, Berounku, Ohři, Vltavu a Otavu. Vodáci trávili putováním po řekách celé týdny a užívali relativní volnosti a romantiky v zastrčených říčních údolích, skrytých před urbanizací a industrializací.

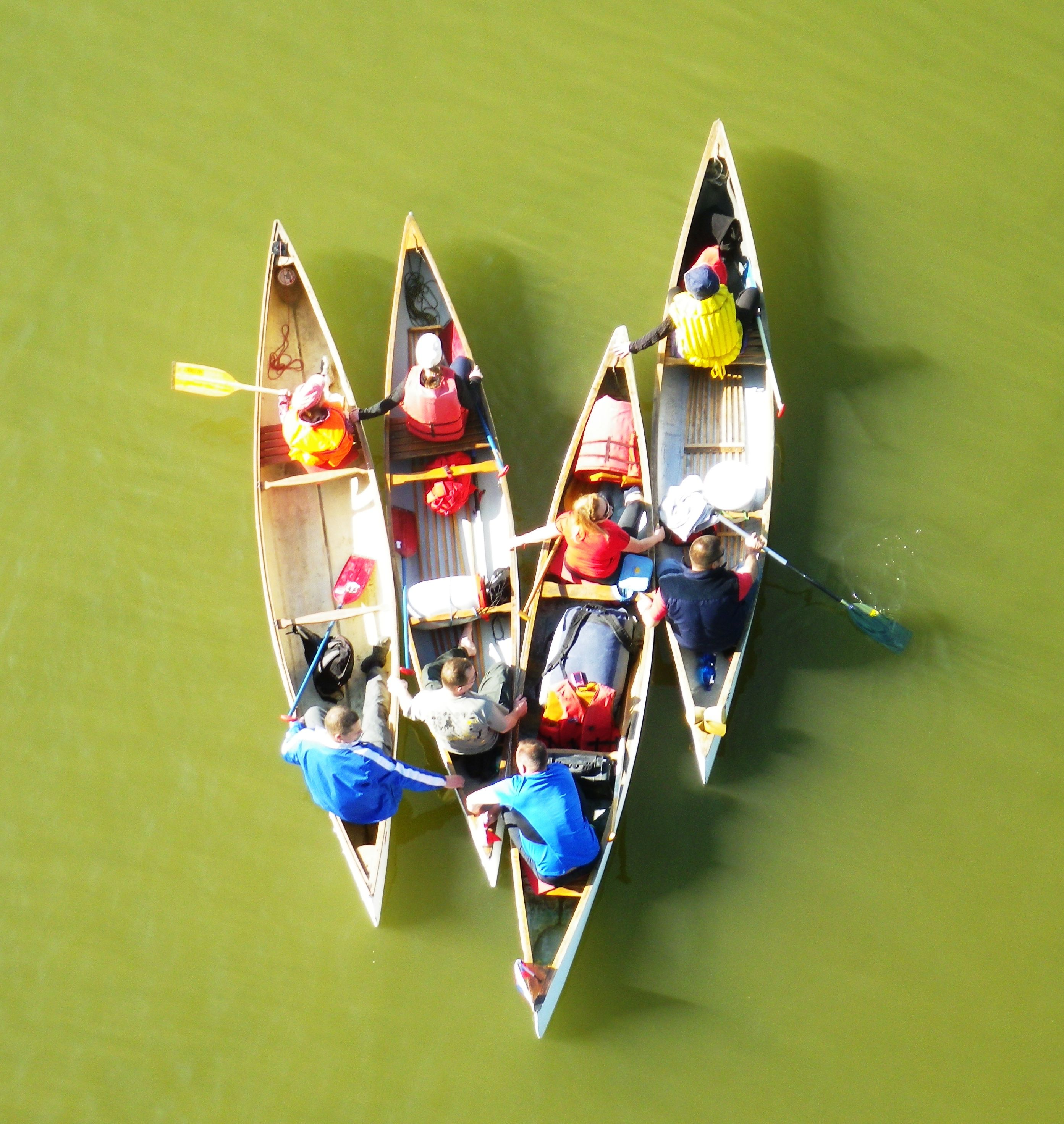
Vodáci na Dunaji (Slovensko) na kánoe

V 90. letech vznikly vodácké půjčovny a cestovní kanceláře, které půjčují veškeré vodácké vybavení (lodě, pádla, barely, plovací vesty) a zajistí i jeho dovoz a odvoz. V nabídce se objevují pevné nafukovací lodě různých typů a velikostí, a křehké laminátové kanoe jsou rychle vytlačovány prakticky nerozbitnými plastovými. Vodáctví zažívá třetí boom, ale díky možnosti volného cestování již čeští vodáci nevyrážejí jen na osvědčené tuzemské řeky, ale i do zahraničí, kde je možno najít řeky parametrů, kterými Česko nedisponuje. V Evropě jsou mezi Čechy nejoblíbenější divoké řeky alpské v Rakousku, divoké i turistické toky na území bývalé Jugoslávie, dále trasy např. v Polsku, Rumunsku, Francii. Nelze pominout Slovensko, kde je nejoblíbenější vodáckou řekou Hron. Mimo Evropu se jezdí např. do USA nebo na Nový Zéland.
Česká obliba tohoto typu vodní turistiky je ve světě ojedinělá. Počátkem 21. století se infrastruktura dále rozvíjí, kempy se zvelebují, mnohé dosud nesjízdné jezy jsou rekonstruovány na vodácky přívětivější a bezpečnější. Zájmy vodáků se však mnohde kříží s provozovateli malých vodních elektráren na jezech, které odebírají značnou část vody z řeky a při nižších vodních stavech způsobují nesjízdnost jezu a nedostatek vody pod ním.

### Lokality

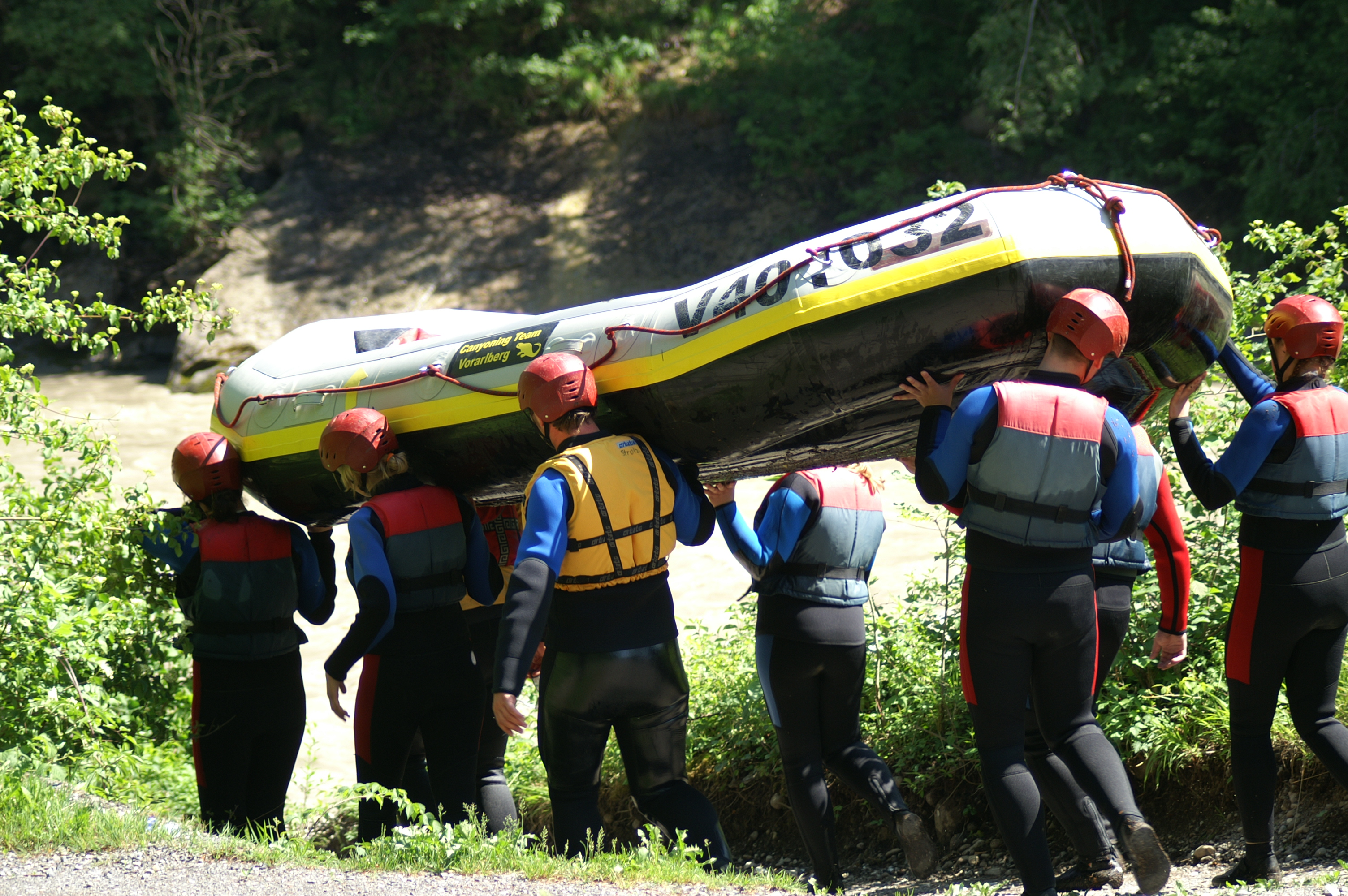
Přenášení lodi

V Česku je vodní turistika provozována zejména v letní sezóně na největších řekách pahorkaté části Čech, které mají dlouhé souvisle splavné kaňonovité úseky s mírně tekoucí vodou, občasnými lehkými peřejemi a množstvím jezů. Díky tomu je na nich také plně rozvinutá vodácká infrastruktura (půjčovny lodí, kempy, hospody, sportovní propustě na jezech). Moravské řeky mají vlivem odlišné geomorfologie většinou méně atraktivní charakter, a jsou tedy méně vyhledávané i vodácky přizpůsobené.

#### Řeky podle vodácké návštěvnosti v roce 2011
1. Vltava
2. Sázava
3. Ohře
4. Otava
5. Berounka
6. Lužnice
7. Morava

Dalšími vodácky navštěvovanými toky jsou menší říčky, které mají dostatečnou vodu pro splutí pouze za zvýšených vodních stavů (například po deštích nebo při jarním tání sněhu), nebo při vypouštění rybníků a přehrad z důvodu pořádání organizované vodácké akce.

#### Nepravidelně sjízdné vodní toky – výběr
- Divoká Orlice
- Mastník
- Doubrava
- Moravice
- Tichá Orlice
- Vlašimská Blanice
- Vodňanská Blanice

## Používaná plavidla
- Kánoe
- Kajak
- Pramice
- Raft